# 松林风毛菊
松林风毛菊（学名：Saussurea pinetorum）是菊科风毛菊属的植物，是中国的特有植物。分布于中国大陆的四川、云南等地，生长于海拔1,900米至3,370米的地区，多生长于松林下或草坡，目前尚未由人工引种栽培。